# Hulta-Bollebygd Golfklubb
Hulta-Bollebygd Golfklubb grundades 1972 och ligger i Bollebygd vid riksväg 40.
1978 tillträddes officiellt klubbhuset och den 20 augusti samma år invigdes de första nio hålen. I maj 1981 invigdes de resterande 9 hålen.
Klubben har idag 1300 aktiva medlemmar varav cirka 250 är juniorer.
På grund av sitt läge i en grusdalgång är banan vanligtvis spelfärdigt tidigt på våren och spelet kan hålla på långt in på hösten.